# George Katona
George Katona, född 6 november 1901 i Budapest, död 18 juni 1981 i Västberlin, var en ungerskfödd amerikansk psykolog.
George Katona blev filosofie doktor i Göttingen 1921. Under sina forskningar sysslade Katona huvudsakligen med experimentalpsykologi, varom han bland annat utgav Psychologie der Relationserfassung und des Vergleichens (1924). Katona emigrerade under 1930-talet till USA och blev efter olika lärar- och forskaruppdrag vid skilda institut associate professor vid University of Michigan i Ann Arbor 1946. Under 1940-talet sysslade Katona främst med social- och inlärningspsykologi och utgav bland annat Organizing and memorizing (1940).